# Boortmalt
Boortmalt is een Belgische mouterij, gelegen in de haven van Antwerpen. De mouterij is sinds 2019 de grootste mouterijgroep ter wereld.

## Geschiedenis
De mouterij werd in 1927 in de Vlaams-Brabantse gemeente Boortmeerbeek opgestart door de familie Thirionet, vandaar de naam Boortmalt. De mouterij begon met een moutproductie van 3700 ton per jaar en breidde uit naar 30.000 ton. Na de Tweede Wereldoorlog werd dankzij steun via het Marshallplan een groot silogebouw opgericht in Boortmeerbeek. In 1986 werd het graanoverslagbedrijf Sobelgra opgekocht in de haven van Antwerpen en verhuisde de productie naar daar. Vijf jaar later fuseerde het bedrijf met het nabijgelegen silobedrijf Samga. In 2004 werden de laatste activiteiten in Boortmeerbeek gestaakt en kwam Boortmalt in handen van de Franse graancoöperatieve Axéréal, een internationale landbouwcoöperatie met 13.000 landbouwers. In 2009 werd Yves Schaepman de nieuwe CEO. Schaepman is een Franse brouwingenieur die jarenlang voor Heineken werkte. Datzelfde jaar werd de Ierse "Athy Malting Plant" met zeven mouterijen opgekocht. In Antwerpen werd in 2019 een vierde mouttoren gebouwd. Deze 76 meter hoge mouttoren heeft een productiecapaciteit van 470.000 ton mout per jaar.
In november 2019 werd Boortmalt de grootste mouterijgroep ter wereld na de overname van Cargill Malt, een bedrijf met zestien mouterijen in negen landen, bijna zeshonderd werknemers en een totale productiecapaciteit van 1,7 miljoen ton. Boortmalt verhoogde met deze overname zijn moutproductiecapaciteit tot 3 miljoen ton per jaar. De groep bezit anno 2019 zevenentwintig mouterijen op vijf continenten met circa duizend werknemers.

## Bedrijfsgebouwen Boortmeerbeek
Het productiegebouw dat in 1988 kwam leeg te staan werd in 2009 afgebroken. Het leegstaande silogebouw, gebouwd in de jaren 1940, werd in 2013 omgebouwd tot het Bedrijvencentrum de Malt, een gebouw met kantoorruimten, werkplaatsen, logistieke ruimten, vergaderzalen en een auditorium.